# Newton Harcourt
Newton Harcourt är en by i civil parish Wistow, i distriktet Harborough, i grevskapet Leicestershire i England. Newton Harcourt var en civil parish 1866–1936 när det uppgick i Wistow och Oadby. Civil parish hade 142 invånare år 1931. Byn nämndes i Domedagsboken (Domesday Book) år 1086, och kallades då Neuetone/Niwetone.